# Karel Robětín
Karel Ludvik Fuchs-Robětín (* 25. Januar 1889 in Prag, Königreich Böhmen; † 14. Oktober 1941 in Marylebone, England) war ein böhmisch-tschechoslowakischer Tennis- und Eishockeyspieler sowie Unternehmer.

## Frühe Jahre und Herkunft
Karel Fuchs kam 1889 als Kind von Robert und Hermine Fuchs (geborene von Posner) auf die Welt. Die Familie war Besitzer der Böhmisch-Kamnitzer Papierfabriken Robert Fuchs und exportierte Papierprodukte weltweit. Robert Fuchs wurde der Orden der Eisernen Krone III. Klasse verliehen. Kaiser Franz Joseph I. erhob ihn zudem in den Adelstand, was ihm erlaubte, den Namen Robettin (tschechisch Robětín) zu tragen, was die Familie ab Juni 1919 tat. Karel wurde oft auch Karl Ludwig Robětín genannt. Karels Mutter Hermine war die Tochter eines Budapester Fabrikbesitzers und Großhändlers namens Karl Ludwig Ritter von Poster. Karel hatte zudem zwei Brüder – Herbert und Oswald – von denen ersterer Hanna Fuchs-Robettin heiratete. Deren älterer Bruder war der Schriftsteller Franz Werfel.
Karel Fuchs studierte zunächst an der Tschechischen Technischen Universität Prag und begann dort auch Tennis zu spielen. Durch den Ersten Weltkrieg gehörte Prag ab 1918 zur Tschechoslowakei und die Familie nahm die tschechoslowakische Nationalität an.

## Sportliche Laufbahn
Robětín nahm 1912 am Tenniswettbewerb der Olympischen Sommerspiele in Stockholm als einer von vielen Böhmen teil. Im Hallen-Einzel unterlag er erst im Viertelfinale Charles Dixon, profitierte aber zuvor von zwei Freilosen. Im Rasen-Einzel und Rasen-Doppel verlor er jeweils auch in seinem ersten Match. Bis 1923 spielte er zunächst, 1927 kehrte er noch mal für einige Turniere zurück.
In den 1930er Jahren entdeckte Karel Robětín den Eishockeysport für sich. Nachdem er während der deutschen Annektierung Tschechiens 1938 in seinem Heimatland geblieben war, trainierte er beim Prager Tennisverein I. ČLTK Prag, der auch eine Abteilung für Eishockey besaß. Trotz seines Alters soll Robětín bei dem Verein gespielt haben. Einige Quellen verorten Karel und seinen Sohn Robert auch 1940/41 in die Meisterschaftsmannschaft des Protektorats, was anderen Quellen widerspricht, wonach Karel Robětín nach 1939 nicht wieder nach Prag zurückgekehrt sei.

## Familie, spätere Jahre und Tod
Karel Robětín heiratete am 23. Mai 1917 Anda (auch Anna genannt, geborene Havliček) und hatte mit ihr zwei Söhne – Robert (auch Robă; 1918–2002) und Karl (auch Karliček; 1918–1942). Anda starb am 10. Oktober 1942 im KZ Auschwitz, ihr Sohn Karl an gleicher Stelle am 28. Oktober des Jahres.
Robětín wurde 1921 Sekretär des tschechoslowakischen Tennisbundes und war von 1929 bis 1938 dessen Präsident und folgte in dieser Position auf Jaroslav Just, der mit ihm 1912 bei Olympia spielte.
Karel Robětín war als Autor tätig. Das ihm oft zugeschriebene Werk Ak se naučit hrát tenis dřív než ostatní (Wie man Tennis vor allen anderen lernt) wurde jedoch von Karel Ardelt geschrieben und 1948 veröffentlicht. Robětín schrieb 1921 und 1933 jeweils ein Buch über die Holz- und Papierindustrie.
Karel und sein Bruder Herbert übernahmen nach dem Tod des Vaters 1925 das Familienunternehmen. Karel wurde Vorsitzender der Economic Association of Paper Industry. Darüber hinaus war er Vorstand der Schreibwarenabteilung des Technisches Nationalmuseums in Prag. Oswald starb bereits 1931.
Robětín war deutsch- sowie jüdischstämmig und setzte sich für die Verständigung der Sudetendeutschen und der Tschechoslowaken ein, misstraute aber der Sudetendeutschen Partei. Er arbeitete zeitweise als belgischer Konsul. Robětín hielt sich spätestens 1941 in London auf, wohin die tschechoslowakische Exilregierung nach der schrittweisen Zerschlagung der Tschechoslowakei und Einverleibung derselben ins Deutsche Reich geflohen war. Dort starb er an Krebs. Sein Bruder Herbert starb etwa 10 Jahre später in New York ebenfalls an Krebs.